# فيروسات شبيهة-P2
فيروسات شبيهة-P2 (بالإنجليزية: P2-like viruses)‏ هو جنس فيروسات من فصيلة الفيروسات العضلية ضمن رتبة الفيروسات الذنبية.